# Béduer
Béduer est une commune française située dans l'est du département du Lot, en région Occitanie.
Elle est également dans le causse de Cajarc, le plus petit des quatre causses du Quercy, enserré dans les méandres du Lot et du Célé.
Exposée à un climat océanique altéré, elle est drainée par le Célé et par divers autres petits cours d'eau. La commune possède un patrimoine naturel remarquable composé de trois zones naturelles d'intérêt écologique, faunistique et floristique.
Béduer est une commune rurale qui compte 732 habitants en 2022, après avoir connu un pic de population de 1 511 habitants en 1846.  Elle fait partie de l'aire d'attraction de Figeac. Ses habitants sont appelés les Béduériens et Béduériennes.

## Géographie
Bastide de l'aire d'attraction de Figeac située dans le Quercy, sur le Célé.

### Communes limitrophes
Les communes limitrophes sont  Boussac, Brengues, Camboulit, Carayac, Corn, Espagnac-Sainte-Eulalie, Faycelles, Figeac, Gréalou et Saint-Pierre-Toirac.
| Corn, Espagnac-Sainte-Eulalie | Boussac, Camboulit | Figeac              |
| Brengues                      | Béduer             | Faycelles           |
| Gréalou                       | Carayac            | Saint-Pierre-Toirac |

### Géologie
Le relief de la commune de Béduer est mamelonné. Il présente, le long du Célé, une plaine d'alluvions fertile ; viennent ensuite des coteaux à l'exposition du nord, recouverts d'une couche argilo-marneuse où la végétation est des plus actives ; on y rencontre de nombreux fossiles calcaires, particulièrement des bélemites.
L'argile domine aux environs du bourg, sur les plateaux qui s'étendent au sud vers Faycelles et Frontenac.
Toute la partie du sud-ouest, de l'ouest et du nord-ouest, qui représente les deux tiers de la commune, est essentiellement calcaire et rocailleuse. Cette zone est également très boisée.

### Climat
Pour des articles plus généraux, voir Climat de l'Occitanie et Climat du Lot.
En 2010, le climat de la commune est de type climat océanique altéré, selon une étude s'appuyant sur une série de données couvrant la période 1971-2000. En 2020, Météo-France publie une typologie des climats de la France métropolitaine dans laquelle la commune est dans une zone de transition entre le climat océanique altéré et le climat de montagne et est dans la région climatique Ouest et nord-ouest du Massif Central, caractérisée par une pluviométrie annuelle de 900 à 1 500 mm, maximale en automne et en hiver.
Pour la période 1971-2000, la température annuelle moyenne est de 12,6 °C, avec une amplitude thermique annuelle de 16,6 °C. Le cumul annuel moyen de précipitations est de 955 mm, avec 11 jours de précipitations en janvier et 6,3 jours en juillet. Pour la période 1991-2020, la température moyenne annuelle observée sur la station météorologique la plus proche, située sur la commune de Faycelles à 3 km à vol d'oiseau, est de 13,1 °C et le cumul annuel moyen de précipitations est de 806,2 mm,. Pour l'avenir, les paramètres climatiques de la commune estimés pour 2050 selon différents scénarios d'émission de gaz à effet de serre sont consultables sur un site dédié publié par Météo-France en novembre 2022.

### Milieux naturels et biodiversité
L’inventaire des zones naturelles d'intérêt écologique, faunistique et floristique (ZNIEFF) a pour objectif de réaliser une couverture des zones les plus intéressantes sur le plan écologique, essentiellement dans la perspective d’améliorer la connaissance du patrimoine naturel national et de fournir aux différents décideurs un outil d’aide à la prise en compte de l’environnement dans l’aménagement du territoire.
Deux ZNIEFF de type 1 sont recensées sur la commune :
le « puech boisé de Pierre Grosse » (401 ha), couvrant 4 communes du département et 
la « rivière Célé » (1 383 ha), couvrant 15 communes du département
et une ZNIEFF de type 2, : 
la « basse vallée du Célé » (4 063 ha), couvrant 15 communes du département.

Carte des ZNIEFF de type 1 et 2 à Béduer.
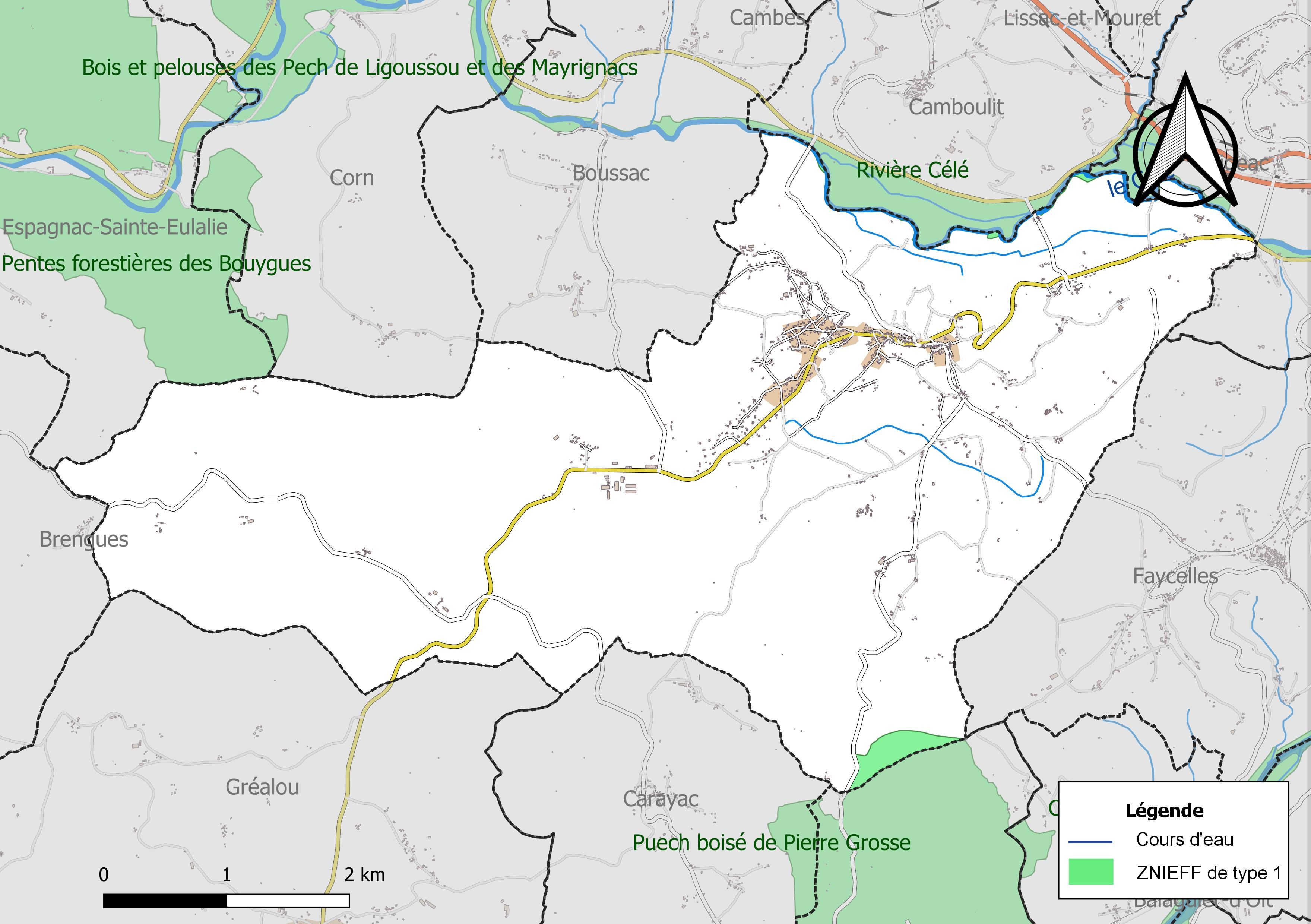
Carte des ZNIEFF de type 1 sur la commune.
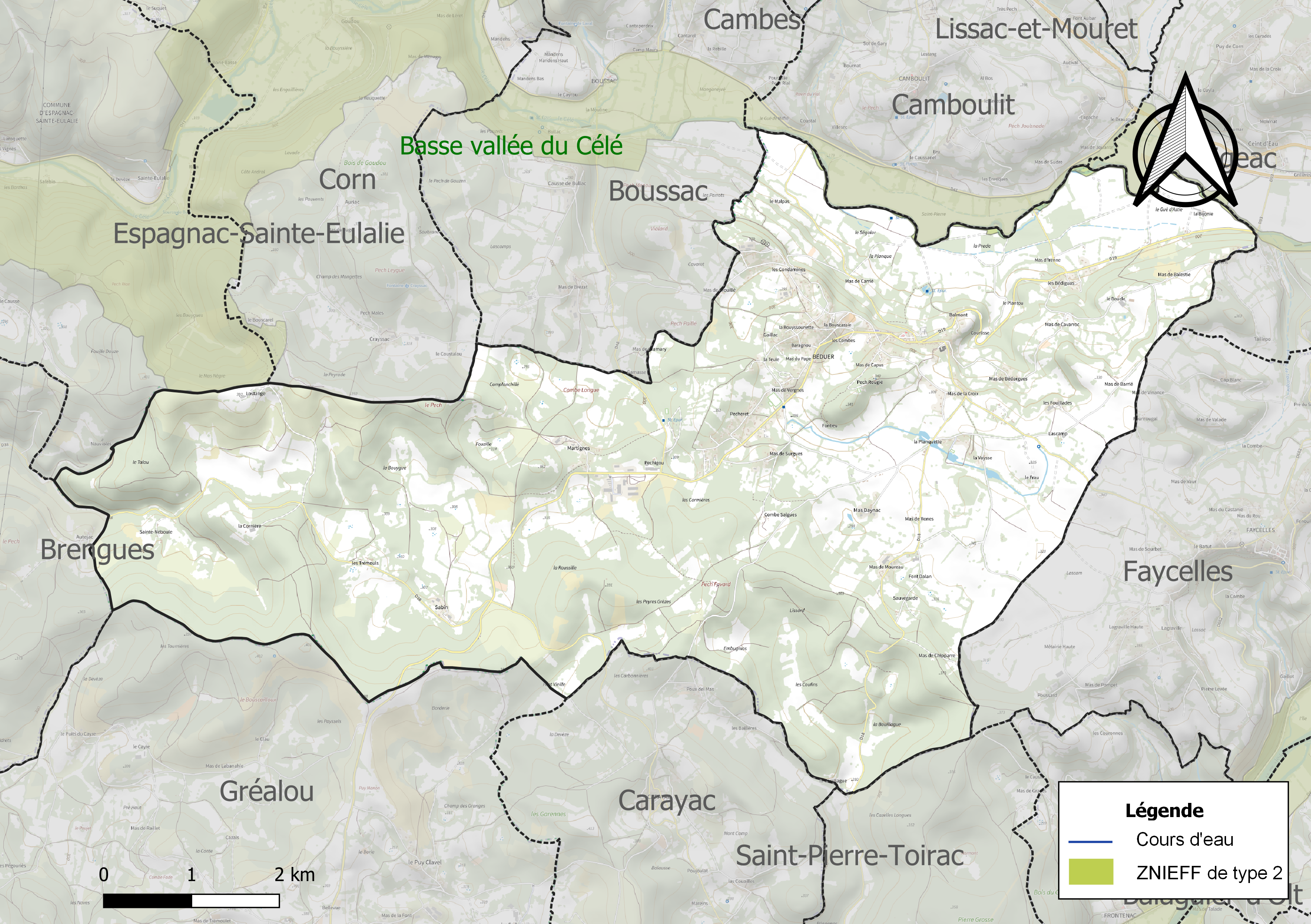
Carte de la ZNIEFF de type 2 sur la commune.

## Urbanisme

### Typologie
Au 1er janvier 2024, Béduer est catégorisée commune rurale à habitat dispersé, selon la nouvelle grille communale de densité à sept niveaux définie par l'Insee en 2022.
Elle est située hors unité urbaine. Par ailleurs la commune fait partie de l'aire d'attraction de Figeac, dont elle est une commune de la couronne,. Cette aire, qui regroupe 59 communes, est catégorisée dans les aires de moins de 50 000 habitants,.

### Occupation des sols
L'occupation des sols de la commune, telle qu'elle ressort de la base de données européenne d’occupation biophysique des sols Corine Land Cover (CLC), est marquée par l'importance des territoires agricoles (52 % en 2018), en diminution par rapport à 1990 (56,2 %). La répartition détaillée en 2018 est la suivante : 
forêts (44,6 %), prairies (31,3 %), zones agricoles hétérogènes (16,8 %), terres arables (3,9 %), zones urbanisées (3,2 %), milieux à végétation arbustive et/ou herbacée (0,2 %). L'évolution de l’occupation des sols de la commune et de ses infrastructures peut être observée sur les différentes représentations cartographiques du territoire : la carte de Cassini (XVIIIe siècle), la carte d'état-major (1820-1866) et les cartes ou photos aériennes de l'IGN pour la période actuelle (1950 à aujourd'hui).

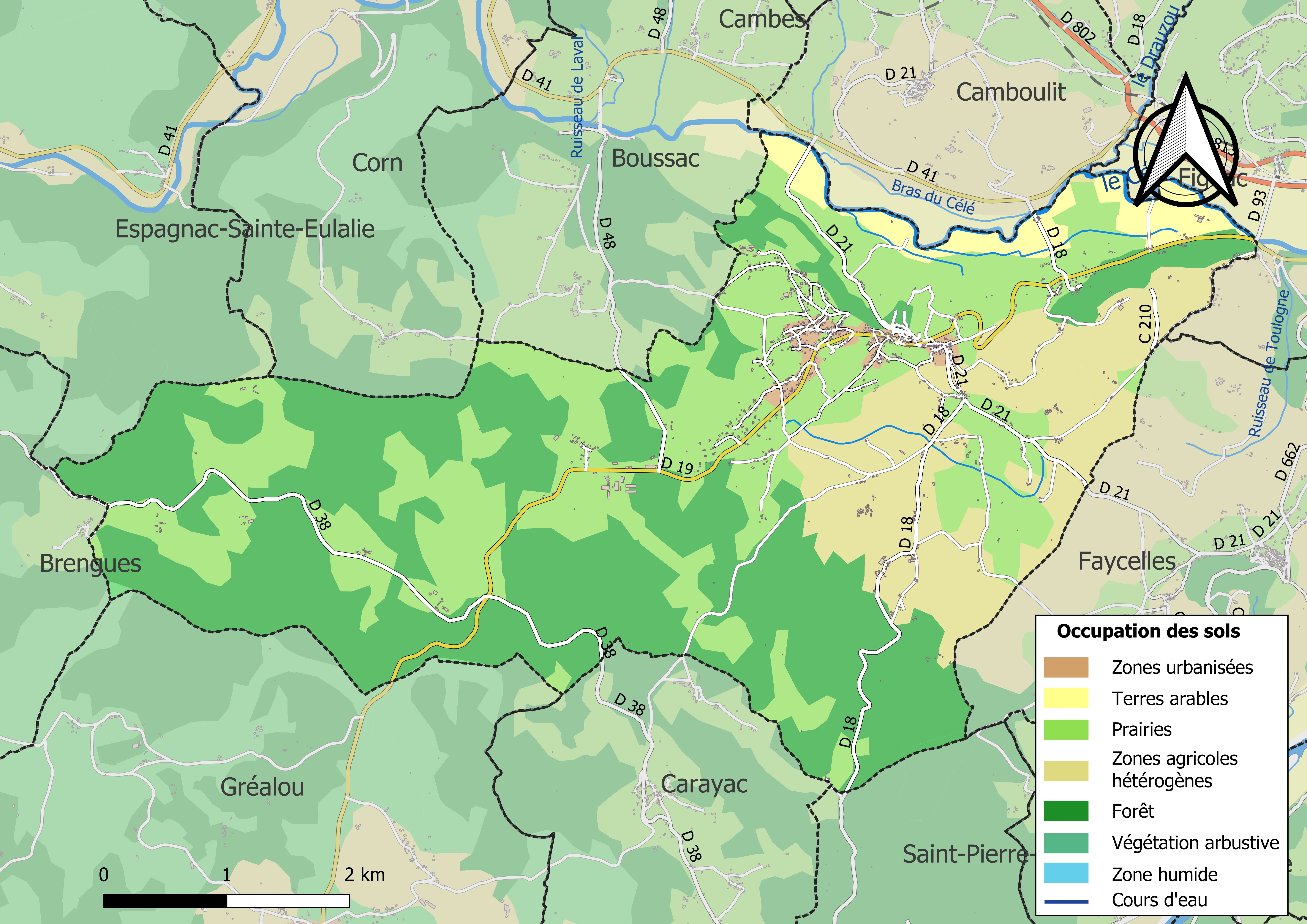
Carte des infrastructures et de l'occupation des sols de la commune en 2018 (CLC).

### Risques majeurs
Le territoire de la commune de Béduer est vulnérable à différents aléas naturels : météorologiques (tempête, orage, neige, grand froid, canicule ou sécheresse), inondations, feux de forêts, mouvements de terrains et séisme (sismicité très faible). Un site publié par le BRGM permet d'évaluer simplement et rapidement les risques d'un bien localisé soit par son adresse soit par le numéro de sa parcelle.
Certaines parties du territoire communal sont susceptibles d’être affectées par le risque d’inondation par débordement de cours d'eau, notamment le Célé. La cartographie des zones inondables en ex-Midi-Pyrénées réalisée dans le cadre du XIe Contrat de plan État-région, visant à informer les citoyens et les décideurs sur le risque d’inondation, est accessible sur le site de la DREAL Occitanie. La commune a été reconnue en état de catastrophe naturelle au titre des dommages causés par les inondations et coulées de boue survenues en 1982, 1988, 1994, 1999 et 2003,.
Béduer est exposée au risque de feu de forêt. Un plan départemental de protection des forêts contre les incendies a été approuvé par arrêté préfectoral le 30 novembre 2015 pour la période 2015-2025. Les propriétaires doivent ainsi couper les broussailles, les arbustes et les branches basses sur une profondeur de 50 mètres, aux abords des constructions, chantiers, travaux et installations de toute nature, situées à moins de 200 mètres de terrains en nature
de bois, forêts, plantations, reboisements, landes ou friches. Le brûlage des déchets issus de l’entretien des parcs et jardins des ménages et des collectivités est interdit. L’écobuage est également interdit, ainsi que les feux de type méchouis et barbecues, à l’exception de ceux prévus dans des installations fixes (non situées sous couvert d'arbres) constituant une dépendance d'habitation.

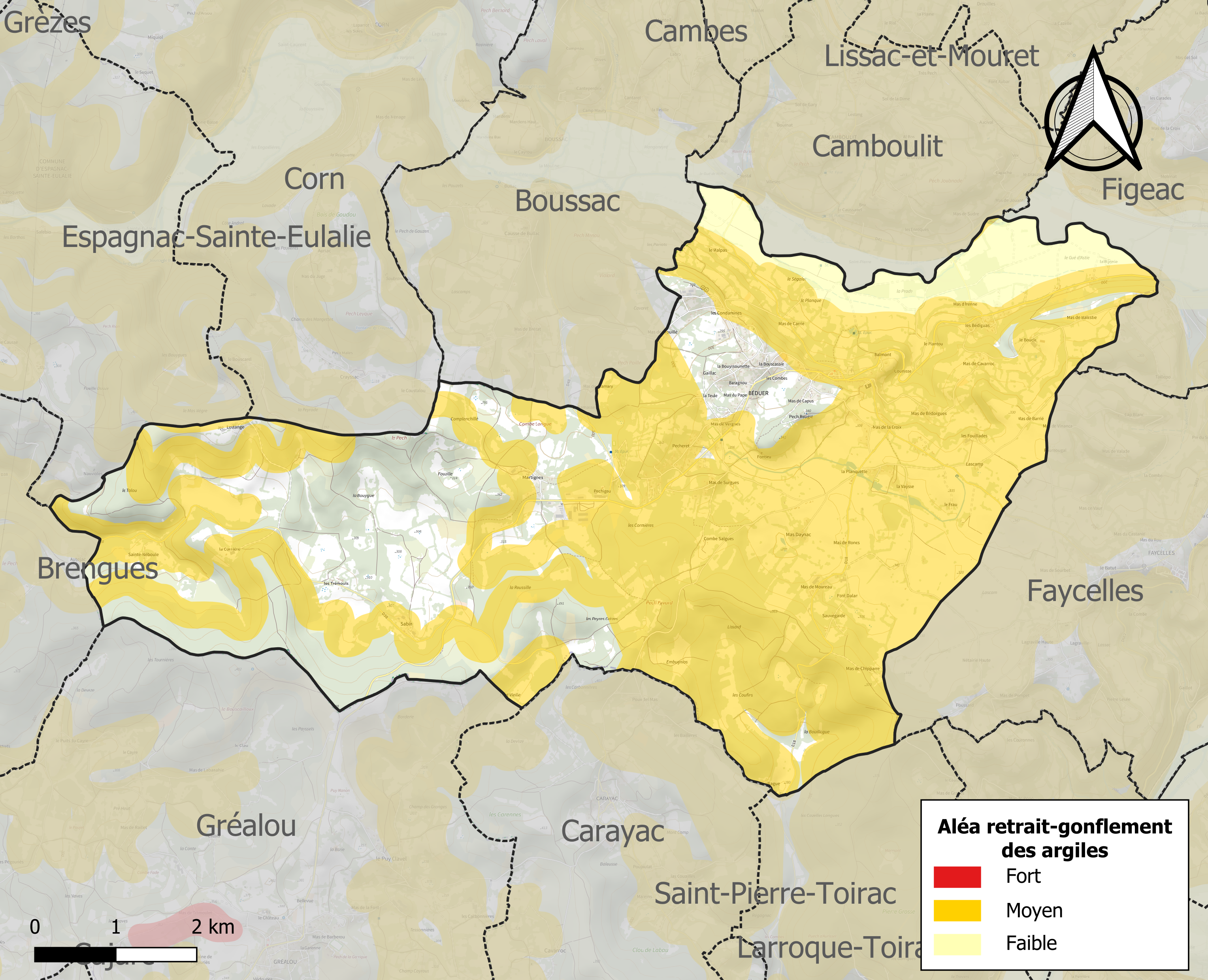
Carte des zones d'aléa retrait-gonflement des sols argileux de Béduer.

Les mouvements de terrains susceptibles de se produire sur la commune sont des affaissements et effondrements liés aux cavités souterraines (hors mines) et des glissements de terrain. Par ailleurs, afin de mieux appréhender le risque d’affaissement de terrain, l'inventaire national des cavités souterraines permet de localiser celles situées sur la commune.
Le retrait-gonflement des sols argileux est susceptible d'engendrer des dommages importants aux bâtiments en cas d’alternance de périodes de sécheresse et de pluie. 68,4 % de la superficie communale est en aléa moyen ou fort (67,7 % au niveau départemental et 48,5 % au niveau national). Sur les 424 bâtiments dénombrés sur la commune en 2019, 283 sont en aléa moyen ou fort, soit 67 %, à comparer aux 72 % au niveau départemental et 54 % au niveau national. Une cartographie de l'exposition du territoire national au retrait gonflement des sols argileux est disponible sur le site du BRGM,.
Par ailleurs, afin de mieux appréhender le risque d’affaissement de terrain, l'inventaire national des cavités souterraines permet de localiser celles situées sur la commune.
Concernant les mouvements de terrains, la commune a été reconnue en état de catastrophe naturelle au titre des dommages causés par la sécheresse en 1989 et 2019 et par des mouvements de terrain en 1999.

## Toponymie
Pour Gaston Bazalgues, le toponyme Béduer est d'explication difficile avec une préférence pour une origine pré-celtique :
- base pré-celtique bed ou ved avec un sens oronymique incertain ;
- base gauloise betu déignat le bouleau ;
- forme 'viticeus pour désigner l'osier ou le saule au bord du Célé.

## Histoire

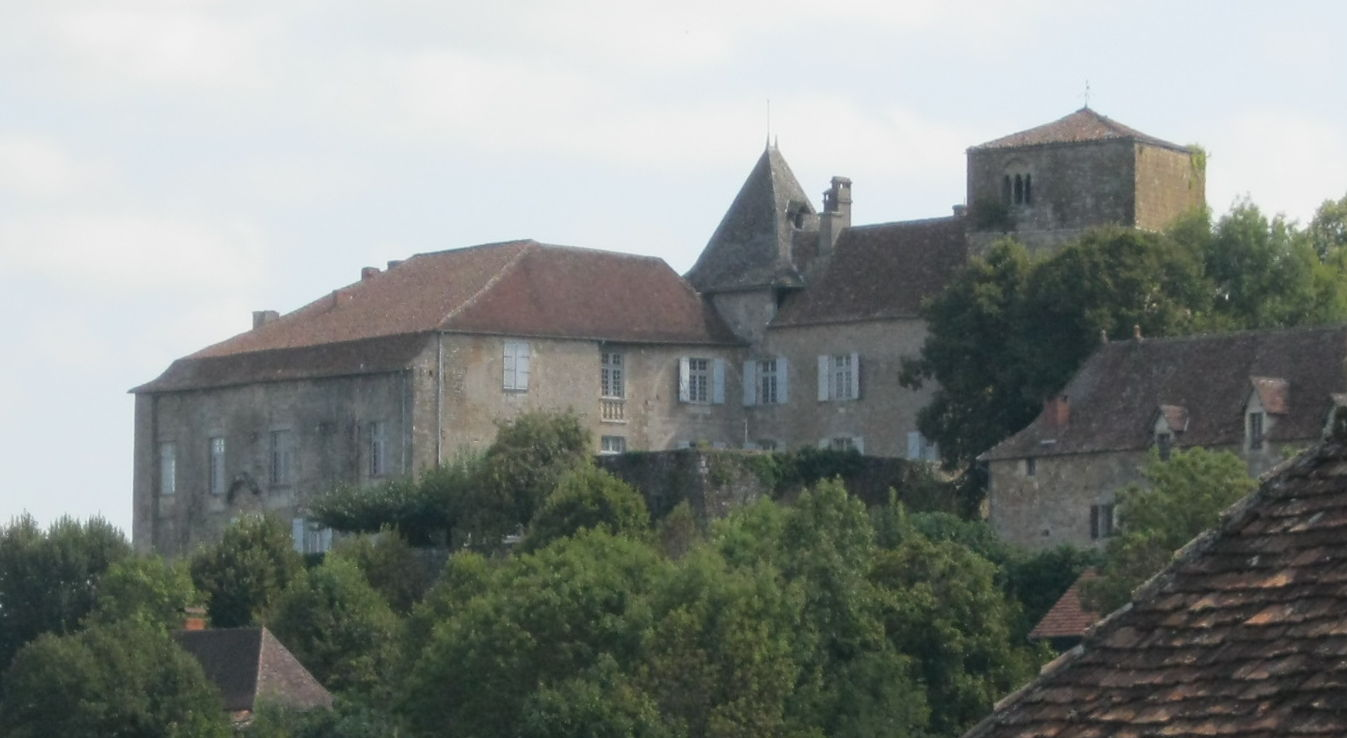
Le château de Béduer.

Un habitat préhistorique est mentionné à Peyrelevade, au lieu-dit Pecharual dans les confronts de 1277. Le Néolithique est marqué par la présence de plusieurs dolmens encore visibles sur la commune. Aujourd'hui, on trouve des traces d'habitat gallo-romain (tegulae) au lieu-dit : Saint Pierre, près du gué de la voie romaine qui permettait le franchissement du Célé.
Au Moyen Âge, la communauté de Béduer avait deux paroisses, toutes deux mentionnées dans le testament de Sibylle de Panat, veuve d'Arnaud II Barasc (1268) : Saint-Étienne et Saint-Pierre.
La paroisse de Saint-Etienne comprenait 250 communiants vers 1761. L'église de cette paroisse n'existe plus : elle se trouvait située non loin du Célé, près du hameau de Bedigas.
La paroisse de Saint-Pierre serait finalement devenue la paroisse principale de Béduer.
Ancienne possession de la famille de Barasc (XIe - XVIe), puis de Narbonnès, et enfin de Lostanges (XVIIe - XVIIIe), la seigneurie de Béduer domina un temps tout le territoire entre Lot et Célé et rivalisa avec l'abbaye de Figeac. La famille de Lostanges  est originaire de la commune du même nom en Corrèze.

### La dynastie Barasc

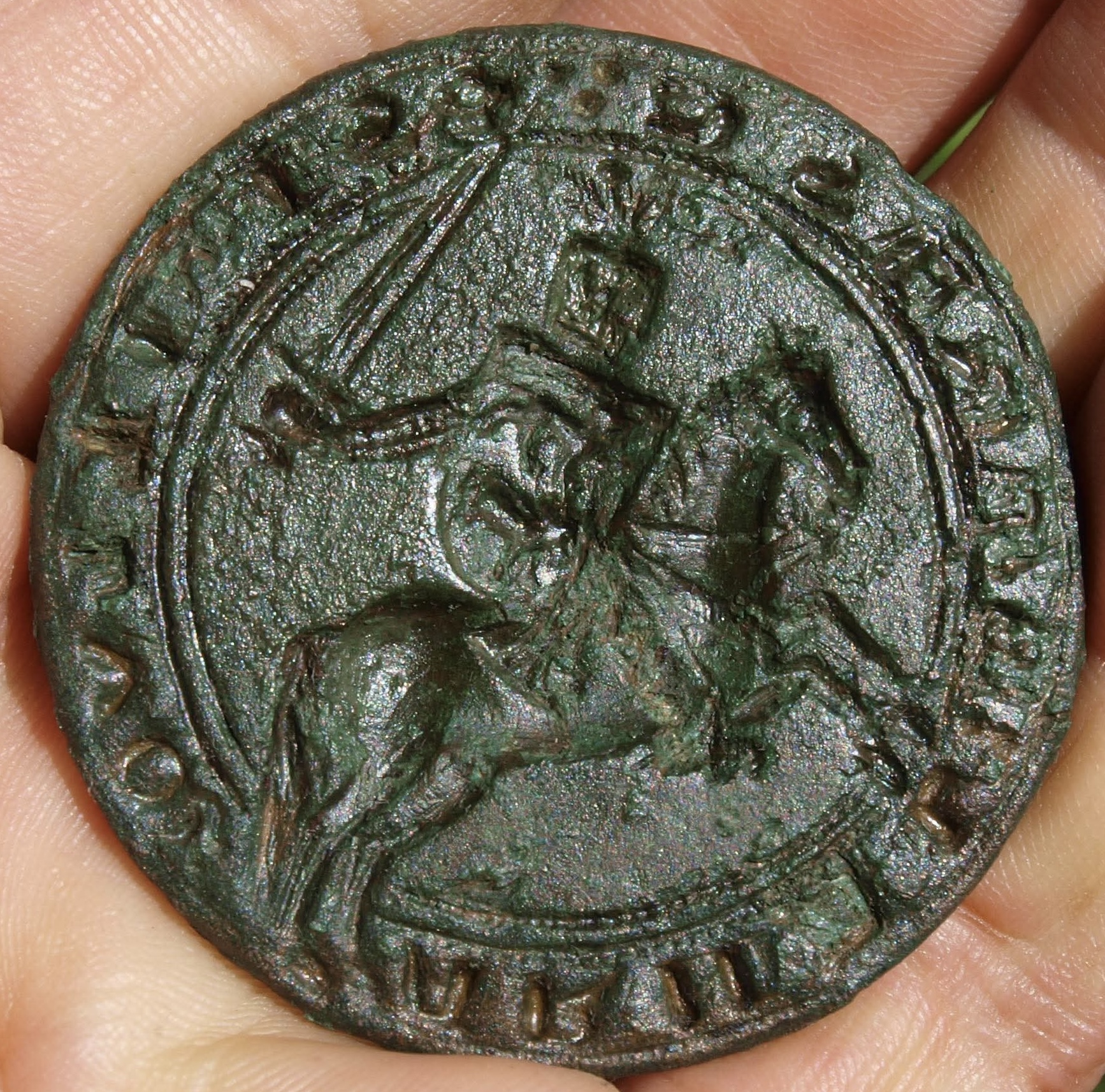

Dieudonné Ier (ou Dorde Ier?), fut l'un des fondateurs de la dynastie Barasc. Il mourut en terre sainte en 1085.
En 1286, Déodat de Barasc, seigneur de Montbrun, créa à Lissac un prieuré de religieuses cisterciennes dont les seigneurs de Béduer furent patrons jusqu'à la Révolution.
Pendant la guerre de Cent Ans, le seigneur de Barasc reprend aux Anglais le château de Saint-Cirq.
La guerre de Cent Ans laisse la région exsangue ; cependant, protégé par le château, Béduer sera moins atteint que d'autres villages du Quercy.
Afin de repeupler et dynamiser le village après cette période, on fit venir des régions voisines : Rouergue, Auvergne, Limousin des paysans moyennant des " franchises " (avantages en nature)
Le dernier Barasc, Déodat VIII mourut en combattant les protestants en 1552.

### La transition des Narbonnès
En 1562, les protestants (C. de Cornely) s'emparent du château de Béduer.
En 1569, le comte de Montgomery pille et ravage la région. Le château au est repris par les catholiques (capitaine Roques) en 1577.
Le château fut vendu à J. de Narbonnès en 1594. Sa femme en devint la propriétaire à la mort de celui-ci. Elle se remaria en 1604 avec Louis François de Lostanges qui devint son légataire universel et en hérita en 1608.

### La famille de Lostanges
Les Lostanges furent des militaires peu présents à Béduer.
Le seigneur du village n'est plus alors le maître absolu, car les mœurs et les mentalités ont évolué.
La Révolution ne provoquera pas de heurts spectaculaires à Béduer, même si les pauvres gens ont de plus en plus de mal à s'acquitter de leurs charges.
La famille de  Lostanges, originaire de la petite commune qui porte le même nom en Corrèze, voit sa fortune diminuer ; le château est finalement vendu en 1874 puis à nouveau en 1886.

### Époque contemporaine
Le XIXe siècle fut une période faste et prospère pour Béduer. La population s'élevait à 1 500 habitants au milieu du XIXe siècle.
L'agriculture permet une existence quasi autarcique. Dans la deuxième moitié du XIXe, la surpopulation rurale entraîne les premiers exodes des plus pauvres vers les grands travaux et les bassins industriels (constructions des routes, chemin de fer, mines).
Le phylloxera (fin XIXe) accentue le dépeuplement de la commune. La grande guerre emporte, comme ailleurs, de nombreux jeunes gens à la fleur de l'âge.
Après la deuxième guerre mondiale, la vie s'accélère : la mécanisation se généralise, les exploitations agricoles se concentrent. Le village de Béduer devient un centre d'habitation préservé pour des salariés de Figeac ainsi qu'un lieu de villégiature appréciée en vue de la retraite.

## Héraldique
| Blason de Béduer | Blason  | D'or aux trois fasces d'azur, au franc-canton d'argent, chargé d'un château de trois tours de gueules. |
| Blason de Béduer | Détails | Le statut officiel du blason reste à déterminer.                                                       |

## Le pèlerinage de Compostelle
Sur la via Podiensis du pèlerinage de Saint-Jacques-de-Compostelle, les randonneurs et les pèlerins arrivent de Figeac par le GR 65. Arrivé au lieu dit Mas de la Croix de Béduer, deux variantes s'offrent à eux :
- Certains jacquets rejoignent Gréalou et son église, Notre-Dame-de l'Assomption, et atteignent les rives du Lot à Cajarc. C'est peu ou prou l'itinéraire du chemin de grande randonnée actuel GR 65.
- D’autres suivent le cours du Célé jusqu’à sa confluence avec le Lot, et passaient par Espagnac-Sainte-Eulalie et son couvent. C'est l'itinéraire par la variante du chemin de grande randonnée actuel GR 651.

## Politique et administration

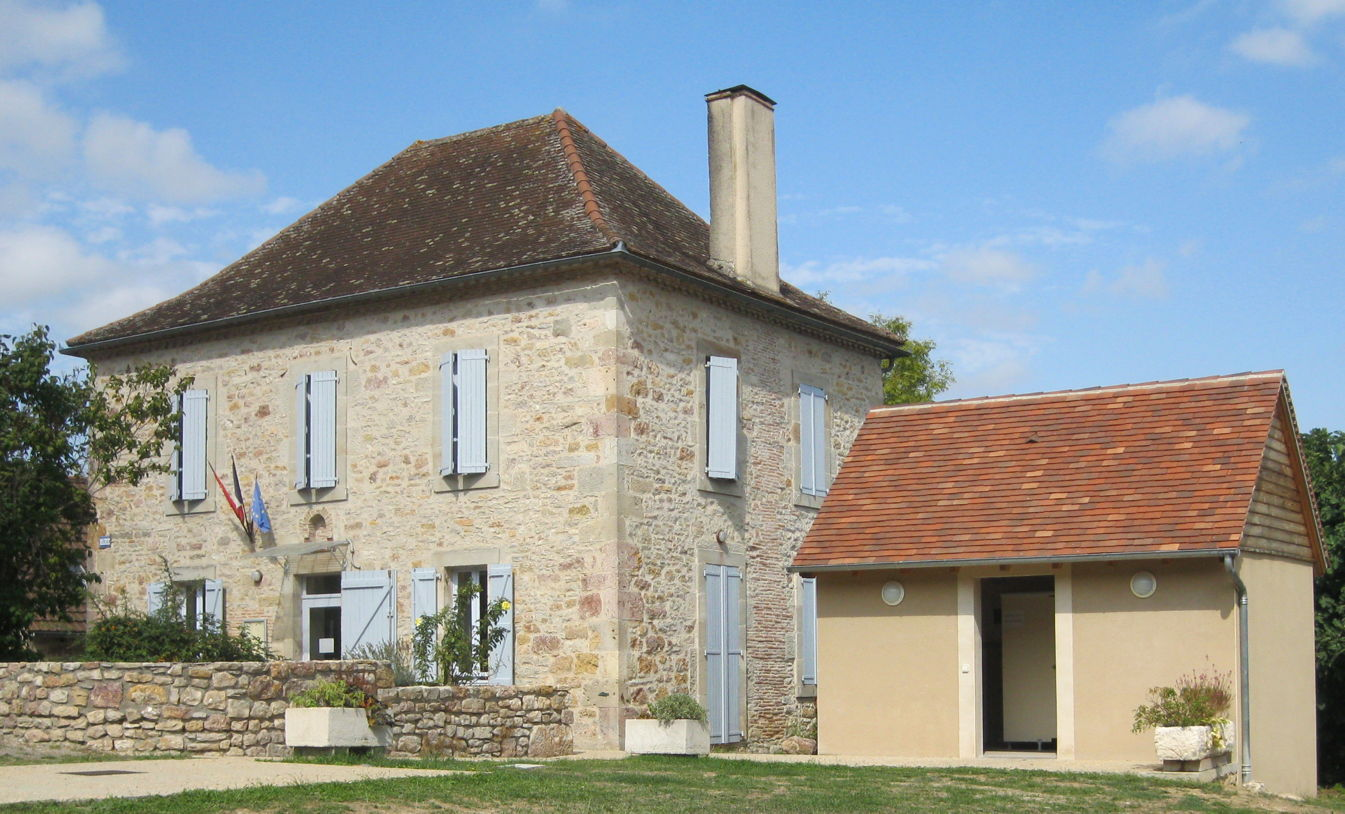
La mairie de Béduer.

| Période                                  | Période | Identité              | Étiquette | Qualité |
| ---------------------------------------- | ------- | --------------------- | --------- | ------- |
| 1793                                     | 1795    | Jean Laborie          |           |         |
| 1795                                     | 1797    | Bourdes               |           |         |
| 1797                                     | 1798    | Pierre Augme          |           |         |
| 1798                                     | 1801    | Balthazar Longpuech   |           |         |
| 1801                                     | 1802    | Toussaint Maurandy    |           |         |
| 1802                                     | 1810    | René Desplas          |           |         |
| 1810                                     | 1814    | Jean-françois Debons  |           |         |
| 1814                                     | 1825    | Pierre Delfour        |           |         |
| 1826                                     | 1830    | Nicolas Mauranges     |           |         |
| 1831                                     | 1835    | Louis Vaysse          |           |         |
| 1835                                     | 1848    | Jean Cavarroc         |           |         |
| 04.1848                                  | 10.1848 | Louis Vaysse          |           |         |
| 1848                                     | 1852    | David Pierre Daynac   |           |         |
| 1852                                     | 1860    | Antoine Gautie        |           |         |
| 1860                                     | 1871    | Pierre Capus          |           |         |
| 1871                                     | 1884    | Emile Pezet           |           |         |
| 1884                                     | 1888    | François Frejaville   |           |         |
| 1888                                     | 1902    | Vaysse                |           |         |
| 1944                                     | 1965    | Jean Pélissié         |           |         |
| 03.1965                                  | 03.1971 | Emile Gilbert Soursou |           |         |
| 1971                                     | 1983    | Jean Capus            |           |         |
| 1983                                     | 2001    | Jean Hirondelle       |           |         |
| 2001                                     | 2008    | Gabriel Soursou       |           |         |
| 03.2008                                  |         | Jean Hirondelle       |           |         |
| Les données manquantes sont à compléter. |         |                       |           |         |

## Démographie
L'évolution du nombre d'habitants est connue à travers les recensements de la population effectués dans la commune depuis 1793. Pour les communes de moins de 10 000 habitants, une enquête de recensement portant sur toute la population est réalisée tous les cinq ans, les populations de référence des années intermédiaires étant quant à elles estimées par interpolation ou extrapolation. Pour la commune, le premier recensement exhaustif entrant dans le cadre du nouveau dispositif a été réalisé en 2007.

En 2022, la commune comptait 732 habitants, en évolution de +0,41 % par rapport à 2016 (Lot : +1,31 %, France hors Mayotte : +2,11 %).
| 1793  | 1800  | 1806  | 1821  | 1831  | 1836  | 1841  | 1846  | 1851  |
| ----- | ----- | ----- | ----- | ----- | ----- | ----- | ----- | ----- |
| 1 159 | 1 406 | 1 013 | 1 275 | 1 354 | 1 446 | 1 459 | 1 511 | 1 397 |

| 1856  | 1861  | 1866  | 1872  | 1876  | 1881  | 1886  | 1891  | 1896  |
| ----- | ----- | ----- | ----- | ----- | ----- | ----- | ----- | ----- |
| 1 313 | 1 372 | 1 162 | 1 141 | 1 093 | 1 121 | 1 112 | 1 123 | 1 032 |

| 1901 | 1906 | 1911 | 1921 | 1926 | 1931 | 1936 | 1946 | 1954 |
| ---- | ---- | ---- | ---- | ---- | ---- | ---- | ---- | ---- |
| 832  | 750  | 680  | 594  | 574  | 508  | 510  | 510  | 460  |

| 1962 | 1968 | 1975 | 1982 | 1990 | 1999 | 2006 | 2007 | 2012 |
| ---- | ---- | ---- | ---- | ---- | ---- | ---- | ---- | ---- |
| 419  | 426  | 454  | 516  | 596  | 623  | 708  | 720  | 745  |

| 2017 | 2022 | - | - | - | - | - | - | - |
| ---- | ---- | - | - | - | - | - | - | - |
| 720  | 732  | - | - | - | - | - | - | - |

## Économie

### Revenus
En 2018, la commune compte 321 ménages fiscaux, regroupant 714 personnes. La médiane du revenu disponible par unité de consommation est de 23 060 € (20 740 € dans le département).

### Emploi
|                | 2008  | 2013  | 2018  |
| -------------- | ----- | ----- | ----- |
| Commune        | 4,7 % | 4,6 % | 7,5 % |
| Département    | 7,3 % | 8,9 % | 9,6 % |
| France entière | 8,3 % | 10 %  | 10 %  |

En 2018, la population âgée de 15 à 64 ans s'élève à 432 personnes, parmi lesquelles on compte 77,8 % d'actifs (70,3 % ayant un emploi et 7,5 % de chômeurs) et 22,2 % d'inactifs,. Depuis 2008, le taux de chômage communal (au sens du recensement) des 15-64 ans est inférieur à celui de la France et du département.
La commune fait partie de la couronne de l'aire d'attraction de Figeac, du fait qu'au moins 15 % des actifs travaillent dans le pôle,. Elle compte 123 emplois en 2018, contre 127 en 2013 et 136 en 2008. Le nombre d'actifs ayant un emploi résidant dans la commune est de 307, soit un indicateur de concentration d'emploi de 40,1 % et un taux d'activité parmi les 15 ans ou plus de 56,9 %.
Sur ces 307 actifs de 15 ans ou plus ayant un emploi, 65 travaillent dans la commune, soit 21 % des habitants. Pour se rendre au travail, 86,9 % des habitants utilisent un véhicule personnel ou de fonction à quatre roues, 1,3 % les transports en commun, 3,7 % s'y rendent en deux-roues, à vélo ou à pied et 8,1 % n'ont pas besoin de transport (travail au domicile).

### Activités hors agriculture

#### Secteurs d'activités
52 établissements sont implantés  à Béduer au 31 décembre 2019. Le tableau ci-dessous en détaille le nombre par secteur d'activité et compare les ratios avec ceux du département,.
| Secteur d'activité                                                                                        | Commune | Commune | Département |
| Secteur d'activité                                                                                        | Nombre  | %       | %           |
| --- | ------- | ------- | ----------- |
| Ensemble                                                                                                  | 52      |         |             |
| Industrie manufacturière, industries extractives et autres                                                | 15      | 28,8 %  | (14 %)      |
| Construction                                                                                              | 8       | 15,4 %  | (13,9 %)    |
| Commerce de gros et de détail, transports, hébergement et restauration                                    | 8       | 15,4 %  | (29,9 %)    |
| Activités immobilières                                                                                    | 1       | 1,9 %   | (3,5 %)     |
| Activités spécialisées, scientifiques et techniques et activités de services administratifs et de soutien | 9       | 17,3 %  | (13,5 %)    |
| Administration publique, enseignement, santé humaine et action sociale                                    | 4       | 7,7 %   | (12 %)      |
| Autres activités de services                                                                              | 7       | 13,5 %  | (8,7 %)     |

Le secteur de l'industrie manufacturière, des industries extractives et autres est prépondérant sur la commune puisqu'il représente 28,8 % du nombre total d'établissements de la commune (15 sur les 52 entreprises implantées  à Béduer), contre 14 % au niveau départemental.

#### Entreprises et commerces
Les trois entreprises ayant leur siège social sur le territoire communal qui génèrent le plus de chiffre d'affaires en 2020 sont : 
- SARL Capus, sciage et rabotage du bois, hors imprégnation (1 485 k€) ;
- Quercy Toit Production, production d'électricité (71 k€) ;
- EURL Sautelet Jerome, construction de maisons individuelles (55 k€).

### Agriculture
La commune est dans la Limargue », une petite région agricole occupant une bande verticale à l'est du territoire du département du Lot. En 2020, l'orientation technico-économique de l'agriculture  sur la commune est l'élevage d'ovins ou de caprins.
|               | 1988  | 2000  | 2010 | 2020 |
| ------------- | ----- | ----- | ---- | ---- |
| Exploitations | 47    | 22    | 18   | 17   |
| SAU (ha)      | 1 085 | 1 332 | 929  | 747  |

Le nombre d'exploitations agricoles en activité et ayant leur siège dans la commune est passé de 47 lors du recensement agricole de 1988  à 22 en 2000 puis à 18 en 2010 et enfin à 17 en 2020, soit une baisse de 64 % en 32 ans. Le même mouvement est observé à l'échelle du département qui a perdu pendant cette période 60 % de ses exploitations,. La surface agricole utilisée sur la commune a également diminué, passant de 1085 ha en 1988 à 747 ha en 2020. Parallèlement la surface agricole utilisée moyenne par exploitation a augmenté, passant de 23 à 44 ha.

## Culture locale et patrimoine

### Lieux et monuments
- Église Saint-Étienne de Béduer.
- Le château des Barasc :

Perché sur un coteau, il subsiste du château des Barasc un donjon et une tour très restaurés. Ce château d'architecture romane du XIIe siècle, appartint à la famille de Barasc dont un membre, Géraud V Barasc, fut évêque de Cahors de 1236 à 1250. Puis le château fut propriété de la famille de Lostanges.
- Jean Clottes a recensé plus d'une dizaine de dolmens simples sur le territoire de la commune : dolmens de Combes-Salgues, de Leï-Barto, de Martignes, des Baillères, de Sabin, des Garrigues, des Justices (3 dolmens), du Cloup de Coutze, du Mas-Perdut, du Pech de la Roussille[32].

### Personnalités liées à la commune
- Petitjean (François), 1997, Les Barasc de Béduer, Heurs et malheurs d'une famille noble au Moyen Âge quercinois[33].
- Henri Descremps (1746-1826), magicien français
- Augustin Boutaric (1885-1949), physicien et chimiste français.
- Marie-Claude Malaval (1946-), femme politique française.
- Famille David-Weill pendant la guerre de 1939-1945, cette famille de banquiers (Banque Lazard) avait trouvé refuge au château de Béduer[34].

## Sources
- Lartigaut (Jean), 1989, « Les paroisses dans la châtellenie de Béduer », Bulletin de la Société des Etudes du Lot, CX, p. 247
- Champeval (J.-B.), 1890, « Franchises de Béduer en Haut-Quercy », Bulletin de la Société des Etudes du Lot, XV, p. 76, 160, 216
- Albe (Edmond), Monographies, Archives diocésaines de Cahors & quercy.net
- Lefavrais-Raymond (A.) Laporte (D.), Histoire de Béduer en Quercy

#### Site de l'Insee
1. ↑  « La grille communale de densité », sur le site de l'Insee, 28 mai 2024 (consulté le 28 juin 2024).
2. 1 2  Insee, « Métadonnées de la commune de Béduer ».
3. ↑  « Liste des communes composant l'aire d'attraction de Figeac », sur le site de l'Insee (consulté le 28 juin 2024).
4. ↑  Marie-Pierre de Bellefon, Pascal Eusebio, Jocelyn Forest, Olivier Pégaz-Blanc et Raymond Warnod (Insee), « En France, neuf personnes sur dix vivent dans l’aire d’attraction d’une ville », sur le site de l'Insee, 21 octobre 2020 (consulté le 28 juin 2024).
5. ↑  « REV T1 - Ménages fiscaux de l'année 2018 à Béduer » (consulté le 5 février 2022).
6. ↑  « REV T1 - Ménages fiscaux de l'année 2018 dans le Lot » (consulté le 5 février 2022).
7. 1 2  « Emp T1 - Population de 15 à 64 ans par type d'activité en 2018 à Béduer » (consulté le 5 février 2022).
8. ↑  « Emp T1 - Population de 15 à 64 ans par type d'activité en 2018 dans le Lot » (consulté le 5 février 2022).
9. ↑  « Emp T1 - Population de 15 à 64 ans par type d'activité en 2018 dans la France entière » (consulté le 5 février 2022).
10. ↑  « Base des aires d'attraction des villes 2020 », sur site de l'Insee (consulté le 10 avril 2021).
11. ↑  « Emp T5 - Emploi et activité en 2018 à Béduer » (consulté le 5 février 2022).
12. ↑  « ACT T4 - Lieu de travail des actifs de 15 ans ou plus ayant un emploi qui résident dans la commune en 2018 » (consulté le 5 février 2022).
13. ↑  « ACT G2 - Part des moyens de transport utilisés pour se rendre au travail en 2018 » (consulté le 5 février 2022).
14. ↑  « DEN T5 - Nombre d'établissements par secteur d'activité au 31 décembre 2019 à Béduer » (consulté le 14 février 2022).
15. ↑  « DEN T5 - Nombre d'établissements par secteur d'activité au 31 décembre 2019 dans le Lot » (consulté le 14 février 2022).

#### Autres sources
1. ↑  Carte IGN sous Géoportail
2. 1 2  Daniel Joly, Thierry Brossard, Hervé Cardot, Jean Cavailhes, Mohamed Hilal et Pierre Wavresky, « Les types de climats en France, une construction spatiale », Cybergéo, revue européenne de géographie - European Journal of Geography, no 501,‎ 18 juin 2010 (DOI 10.4000/cybergeo.23155, lire en ligne, consulté le 14 novembre 2023)
3. ↑  « Zonages climatiques en France métropolitaine. », sur pluiesextremes.meteo.fr (consulté le 14 novembre 2023).
4. ↑  « Orthodromie entre Béduer et Faycelles », sur fr.distance.to (consulté le 14 novembre 2023).
5. ↑  « Station Météo-France « Faycelles » (commune de Faycelles) - fiche climatologique - période 1991-2020 », sur donneespubliques.meteofrance.fr (consulté le 14 novembre 2023).
6. ↑  « Station Météo-France « Faycelles » (commune de Faycelles) - fiche de métadonnées. », sur donneespubliques.meteofrance.fr (consulté le 14 novembre 2023).
7. ↑  « Climadiag Commune : diagnostiquez les enjeux climatiques de votre collectivité. », sur meteofrance.fr, novembre 2022 (consulté le 14 novembre 2023).
8. 1 2  « Liste des ZNIEFF de la commune de Béduer », sur le site de l'Inventaire national du patrimoine naturel (consulté le 1er septembre 2021).
9. ↑  « ZNIEFF le « puech boisé de Pierre Grosse » - fiche descriptive », sur le site de l'inventaire national du patrimoine naturel (consulté le 1er septembre 2021).
10. ↑  « ZNIEFF la « rivière Célé » - fiche descriptive », sur le site de l'inventaire national du patrimoine naturel (consulté le 1er septembre 2021).
11. ↑  « ZNIEFF la « basse vallée du Célé » - fiche descriptive », sur le site de l'inventaire national du patrimoine naturel (consulté le 1er septembre 2021).
12. ↑  « CORINE Land Cover (CLC) - Répartition des superficies en 15 postes d'occupation des sols (métropole). », sur le site des données et études statistiques du ministère de la Transition écologique. (consulté le 14 avril 2021).
13. 1 2 3  « Les risques près de chez moi - commune de Béduer », sur Géorisques (consulté le 17 octobre 2022).
14. ↑  BRGM, « Évaluez simplement et rapidement les risques de votre bien », sur Géorisques (consulté le 13 septembre 2022).
15. ↑  DREAL Occitanie, « CIZI », sur occitanie.developpement-durable.gouv.fr (consulté le 13 septembre 2022).
16. ↑  « Dossier départemental des risques majeurs dans le Lot », sur lot.gouv.fr (consulté le 13 septembre 2022), partie 1 -  chapitre Risque inondation.
17. ↑  « Dossier départemental des risques majeurs dans le Lot », sur lot.gouv.fr (consulté le 13 septembre 2022).
18. ↑  « Dossier départemental des risques majeurs dans le Lot », sur lot.gouv.fr (consulté le 13 septembre 2022), chapitre Mouvements de terrain.
19. 1 2  « Liste des cavités souterraines localisées sur la commune de Béduer », sur georisques.gouv.fr (consulté le 13 septembre 2022).
20. ↑  « Retrait-gonflement des argiles », sur le site de l'observatoire national des risques naturels (consulté le 13 septembre 2022).
21. ↑  Gaston Bazalgues, À la découverte des noms de lieux du Quercy : Toponymie lotoise, Gourdon, Éditions de la Bouriane et du Quercy, juin 2002, 127 p. (ISBN 2-910540-16-2), p. 106.
22. ↑  « Les maires de Béduer », sur Site francegenweb, 19 février 2011 (consulté le 1er août 2016).
23. ↑  L'organisation du recensement, sur insee.fr.
24. ↑  Calendrier départemental des recensements, sur insee.fr.
25. ↑  Des villages de Cassini aux communes d'aujourd'hui sur le site de l'École des hautes études en sciences sociales.
26. ↑  Fiches Insee - Populations de référence de la commune pour les années 2006, 2007, 2008, 2009, 2010, 2011, 2012, 2013, 2014, 2015, 2016, 2017, 2018, 2019, 2020, 2021 et 2022.
27. ↑  « Entreprises à Béduer », sur entreprises.lefigaro.fr (consulté le 14 février 2022).
28. ↑  « Les régions agricoles (RA), petites régions agricoles(PRA) - Année de référence : 2017 », sur agreste.agriculture.gouv.fr (consulté le 14 février 2022).
29. ↑  Présentation des premiers résultats du recensement agricole 2020, Ministère de l’agriculture et de l’alimentation, 10 décembre 2021
30. 1 2  « Fiche de recensement agricole - Exploitations ayant leur siège dans la commune de Béduer - Données générales », sur recensement-agricole.agriculture.gouv.fr (consulté le 14 février 2022).
31. ↑  « Fiche de recensement agricole - Exploitations ayant leur siège dans le département du Lot » (consulté le 14 février 2022).
32. ↑  Jean Clottes, Inventaire des mégalithes de la France, 5- Lot, CNRS, 1977, 552 p. (ISBN 978-2222019459), p 53-57.
33. ↑  Quercy Recherche, 91 (octobre-décembre 1997), p. 50-57
34. ↑  L'Esprit en fête de Michel David-Weill, Michel Lafon, 2007